# Giornata delle Forze Armate dell'Azerbaigian
La Giornata delle Forze Armate della Repubblica dell'Azerbaigian (in azero Azərbaycan Respublikası Silahlı Qüvvələri günü) è un giorno di festa professionale degli statali delle Forze Armate della Repubblica dell'Azerbaigian. Con decreto del Presidente della Repubblica dell'Azerbaigian Heydər Əliyev del 22 maggio 1998, ogni anno, il 26 giugno, viene celebrato come il Giorno delle Forze Armate dell'Azerbaigian. È un giorno festivo nel paese.

## Storia
Il 26 giugno 1918, con il decreto del governo della Repubblica Democratica dell'Azerbaigian, che fu la prima repubblica nell'oriente musulmano, il Corpo Musulmano, formato dalla decisione del Comitato Transcaucasico Speciale, fu rinominato Corpo Azero separato. Questa decisione è stata una base giuridica per la creazione delle Forze Armate dell'Azerbaigian indipendente. Il capo del corpo dell'Azerbaigian fu nominato tenente generale Ali-Aga Shikhlinski.
Nel 1919, a Baku, nell'area dell'attuale centro museale, si svolse la prima parata militare nella Repubblica Democratica dell'Azerbaigian.
Con decreto del presidente dell'Azerbaigian Heydər Əliyev del 22 maggio 1998, il 26 giugno è stato dichiarato "Giorno delle Forze Armate" ed anche come un giorno festivo. Fino al 1998, il giorno delle Forze Armate dell'Azerbaigian è stato celebrato il 9 ottobre. In questo giorno del 1991, il Consiglio supremo dell'Azerbaigian ha approvato una legge sull'istituzione di forze nazionali di autodifesa.
La prima parata militare nella storia moderna e indipendente azera, ha avuto luogo il 9 ottobre 1992. La seconda parata si è svolta il 26 giugno 2008, in occasione del 90º anniversario dell'esercito nazionale nella piazza Azadlig. Vi hanno preso parte 4500 militari, decine di tipi di equipaggiamenti militari di vario tipo. La terza parata militare è stata svolta il 26 giugno 2011. Questa parata è stata programmata per il 20 ° anniversario del ripristino dell'indipendenza della Repubblica dell'Azerbaigian. Circa 6000 militari vi hanno preso parte e le forze aeree dell'Azerbaigian hanno dimostrato elementi di acrobazia.
Il 26 giugno 2013 in Azerbaigian, in occasione del 95º anniversario della creazione dell'esercito nazionale a Baku, si è svolta la quarta parata militare, le Forze armate dell'Azerbaigian hanno contato più di 125.000 persone di personale, tra cui 85.000 persone d'esercito, 15.000 nell'Aeronautica militare e Arma contraerea, 2.800 persone in Marina militare. Il numero della Guardia Nazionale era di 2500 persone, le truppe del Ministero degli Affari Interni (forze speciali) - 12.000 persone, truppe confinarie - 5000 persone.